# Championnat National
O Championnat National (em português:  Campeonato Nacional), comumente conhecido como National 1 e anteriormente chamado de Divisão 3, é uma competição de futebol da França. Equivale à terceira divisão do sistema de ligas do país, atrás da Ligue 1 e da Ligue 2. O torneio funciona segundo um sistema de promoção e despromoção com a Ligue 2 (a segunda divisão do futebol francês) e o Championnat National 2 (a quarta divisão).
Criado em 1993 pela Federação Francesa de Futebol, o National 1 é considerado o escalão mais elevado aberto às equipas amadoras, a servir de liga de base para os clubes à beira de se tornarem profissionais ou de clubes com estatuto profissional despromovidos da Ligue 2 para os níveis amadores. As equipas reservas profissionais não podem, no entanto, participar.

## História
Em 1971, a Divisão 3 substituiu a versão anterior do Championnat de France Amateur. Ao contrário do antigo CFA, a D3 permitia que os melhores clubes amadores fossem promovidos à Divisão 2. Tornou-se uma liga “aberta”, ou seja, aberta a clubes profissionais, semiprofissionais e amadores. Os pais desta evolução na pirâmide do futebol francês foram Fernand Sastre e Henri Patrelle, que lutaram durante quase uma década para quebrar esta segregação entre clubes amadores e profissionais, presente desde 1932.[carece de fontes?]
Na sequência de uma reforma do futebol francês em 1993, a Divisão 3 foi extinta e foram criados em seu lugar o Championnat National e Championnat National 2, que se tornaram respectivamente o terceiro e o quarto escalões do sistema de ligas do futebol da França.[carece de fontes?]
Em sua configuração original, o Championnat National, denominado “National 1”, estava dividido em dois grupos, Norte e Sul, em que participavam 20 equipas cada um. Na época de 1996-97, o campeonato foi novamente reformado e reconstituído num único grupo de apenas 20 equipas. Desde 2013, o National foi reduzido para 18 clubes.
A partir da época 2017-2018, regressou informalmente à designação “National 1”, na sequência da reforma, enquanto que o então Championnat de France Amateur de Football passou a ser o National 2 e o Championnat de France Amateur de Football 2, o National 3.

## Lista de campeões

### National 1 (1993-1997)
Da primeira edição até a quarta, o campeonato era dividido em dois grupos, com dezoito participantes em cada, por isso há uma divisão entre "eras" do certame. Nos três primeiros campeonatos, quatro clubes subiram (dois de cada grupo), diminuindo para dois (um de cada) na quarta edição.
| Temporada | Campeão             | Vice-Campeão   |
| --------- | ------------------- | -------------- |
| 1993–94   | LB Châteauroux      | EA Guingamp    |
| 1994–95   | FC Lorient          | SAS Épinal     |
| 1995–96   | Sporting Toulon Var | Stade Briochin |
| 1996–97   | Nîmes Olympique     | ES Wasquehal   |

### National (1997-presente)
| Temporada | Campeão                  | Vice-Campeão                | Terceiro colocado          |
| --------- | ------------------------ | --------------------------- | -------------------------- |
| 1997–98   | AC Ajaccio               | CS Sedan-Ardennes           | US Créteil-Lusitanos       |
| 1998–99   | CS Louhans-Cuiseaux      | US Créteil-Lusitanos        | Gazélec Ajaccio            |
| 1999–00   | AS Beauvais              | FC Martigues                | SCO Angers                 |
| 2000–01   | Grenoble Foot            | Amiens SC                   | FC Istres                  |
| 2001–02   | Clermont Foot            | Stade de Reims              | ASOA Valence               |
| 2002–03   | Besançon RC              | SCO Angers                  | FC Rouen                   |
| 2003–04   | Stade de Reims           | Stade Brestois              | Dijon FCO                  |
| 2004–05   | Valenciennes FC          | ASOA Valence                | FC Sète                    |
| 2005–06   | Chamois Niortais FC      | Tours FC                    | FC Libourne-Saint-Seurin   |
| 2006–07   | Clermont Foot            | US Boulogne                 | SCO Angers                 |
| 2007–08   | Vannes OC                | Tours FC                    | Nîmes Olympique            |
| 2008–09   | FC Istres                | Stade Lavallois             | AC Arles-Avignon           |
| 2009–10   | Évian Thonon Gaillard FC | Stade de Reims              | ES Troyes AC               |
| 2010–11   | SC Bastia                | Amiens SCF                  | En Avant de Guingamp       |
| 2011–12   | Nimes Olympique          | Chamois Niortais FC         | GFC Ajaccio                |
| 2012–13   | Créteil Lusitanos        | FC Metz                     | CA Bastia                  |
| 2013–14   | US Orléans               | US Luzenac                  | GFC Ajaccio                |
| 2014–15   | Red Star 93              | Paris FC                    | FC Bourg-Péronnas          |
| 2015–16   | Strasbourg               | US Orléans                  | Amiens                     |
| 2016–17   | Châteauroux              | Quevilly                    | Paris FC                   |
| 2017–18   | Red Star                 | Béziers                     | Grenoble                   |
| 2018–19   | Rodez Aveyron Football   | FC Chambly                  | Le Mans Football Club      |
| 2019-2020 | Pau FC                   | USL Dunkerque               | US Boulogne CO             |
| 2020-2021 | SC Bastia (2)            | US Quevilly-Rouen Métropole | FC Villefranche Beaujolais |
| 2021-2022 | Stade Lavallois          | FC Annecy                   | FC Villefranche Beaujolais |
| 2022-2023 | US Concarneau            | USL Dunkerque               | Red Star FC                |
| 2023-2024 | Red Star FC (3)          | FC Martigues                | Chamois niortais FC        |

- Em itálico, clubes que não foram promovidos

1. ↑  Nas temporadas 1997-98 e 1998-99, apenas dois clubes foram promovidos.
2. ↑  O Toulouse Football Club, quarto classificado, é igualmente promovido.
3. ↑  O ASOA Valence não subiu por razões financeiras.
4. ↑  O Luzenac AP não foi promovido por razões financeiras.
5. ↑  O Paris FC perdeu para o US Orléans LF no “play-off”, mas subiu na sequência da despromoção administrativa do SC Bastia.
6. ↑  O Pau FC estava em 1º lugar quando o campeonato foi interrompido na 25ª jornada. No entanto, a FFF decidiu não atribuir o título de campeão ao clube devido à suspensão da competição.
7. ↑  A partir da temporada 2019-20, não há promoção do terceiro colocado devido à anulação dos play-offs.